# Strobilanthes yunnanensis
Strobilanthes yunnanensis är en akantusväxtart som beskrevs av Friedrich Ludwig Diels. Strobilanthes yunnanensis ingår i släktet Strobilanthes och familjen akantusväxter. Inga underarter finns listade i Catalogue of Life.